# Rockin' Again
Rockin' Again är ett album av den svenska musikgruppen Snowstorm, utgivet 1984.

## Låtlista
1. "Lilla Liza"
2. "Kom hit och värm dig"
3. "Ingen amnesti"
4. "Pauline"
5. "Rockin' Again"
6. "Kärlek"
7. "Na na na"
8. "Det går en dag det går en natt"
9. "Vi har en dröm"
10. "Casablanca"
11. "Vänner"

### Fotnoter
1. ↑  ”Rockin' Again”. Svensk mediedatabas. 26 februari 1984. http://smdb.kb.se/catalog/id/001889402. Läst 21 augusti 2014.